# Tratado de Marburgo

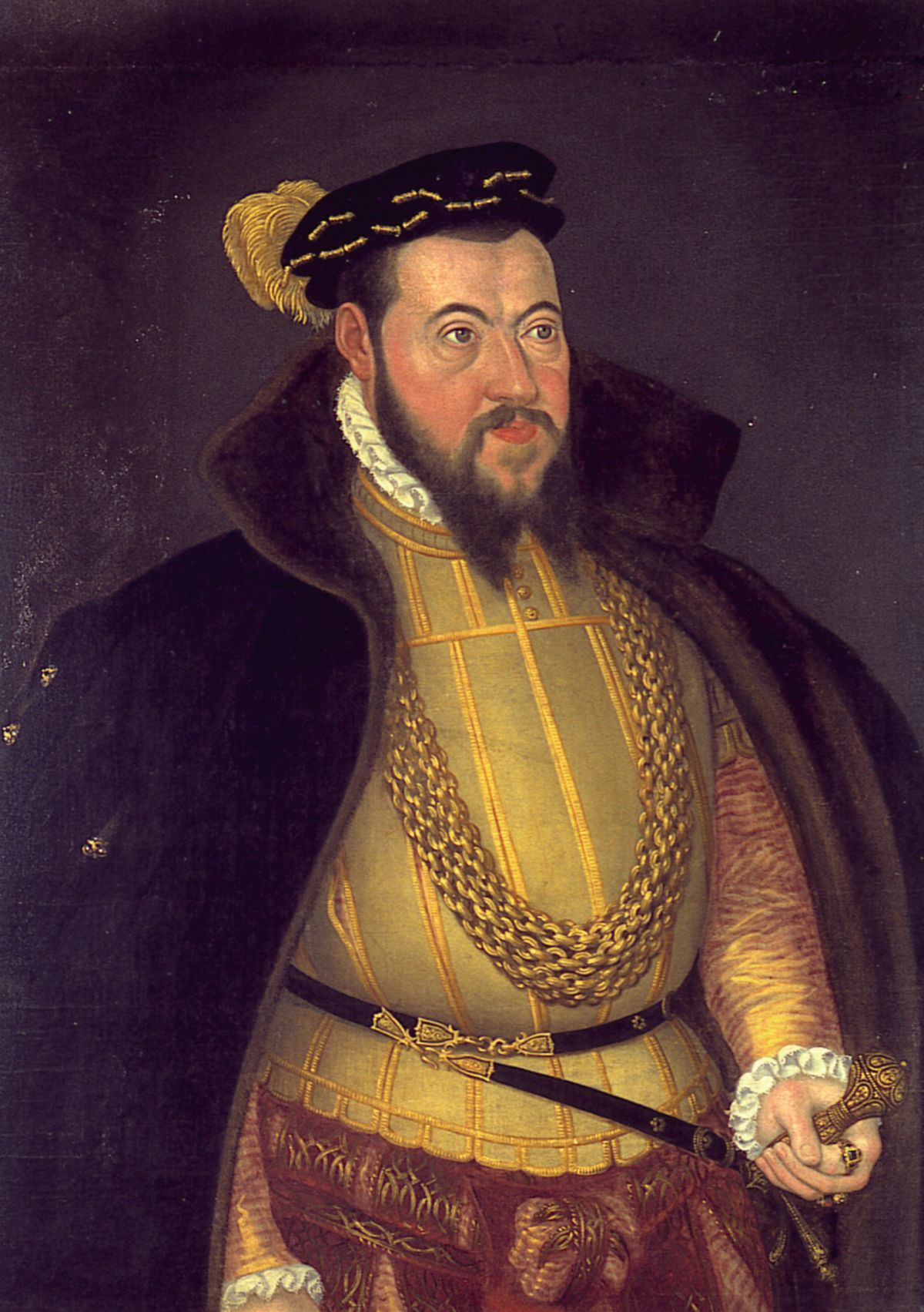
Wolfgang do Palatinado- Zweibrücken, promotor do Tratado de Marburgo.

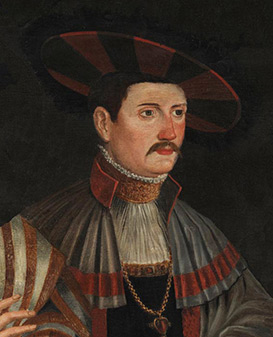
Roberto, iniciador da linha do Palatinado-Veldenz.

O Tratado de Marburgo (em alemão:  Marburger Vertrag), foi um acordo celebrado em 1543, entre o Duque Wofgang do Palatinado-Zweibrücken, e o seu tio Roberto , que anteriormente fora regente durante a sua menoridade.
Neste tratado, celebrado no início do governo de Wolfgang, o Condado de Veldenz que, até então, pertencia ao Palatinado-Zweibrücken, foi atribuído a Roberto que, assim, iniciou a linha palatina do Palatinado-Veldenz.

## História
O Tratado de Marburgo atribuiu a Roberto, que anteriormente fora regente durante a menoridade de Wolfgang, um território separado para si e seus descendentes. Esse território foi o Condado de Veldenz. Roberto veio a falecer no ano seguinte (1544), tendo-lhe sucedido o seu filho Jorge João, nascido em 1543.
Michelsburgo tornou-se a residência da nova linha principesca, adjacente à Igreja de São Remígio, que se tornou na necrópole dos príncipes desta linha.
O Condado de Veldenz foi consideravelmente ampliado novamente em 1553 e desapareceu com a extinção da linha do Palatinado-Veldenz em 1694, quando Leopoldo Luís do Palatinado-Veldenz morreu sem descendência. Após uma disputa de 40 anos, a herança acabou por ser dividida, em 1733, entre as várias linhas palatinas sobreviventes.

## Paralelo com outros Tratados
O Tratado de Marburgo foi o segundo de três tratados de sucessão com os quais a Casa de Wittelsbach tentou regulamentar a sucessão nos diversos estados governados pelo ramo palatino da Casa de Wittelsbach.
Isso foi tentado, primeiro em 21 de fevereiro de 1541, com o Tratado de Disibodenberger e, depois, em 1543, pelo Tratado de Marburgo.
Por fim, em 1553, foi ainda celebrado o Tratado de Sucessão de Heidelberga, que entrou em vigor com a extinção da linha eleitoral (Kurlinie), ocorrida em 1559.